# Folies

Folies este o comună în departamentul Somme, Franța. În 1 ianuarie 2022 avea o populație de 154 de locuitori.